# ZALA Lancet

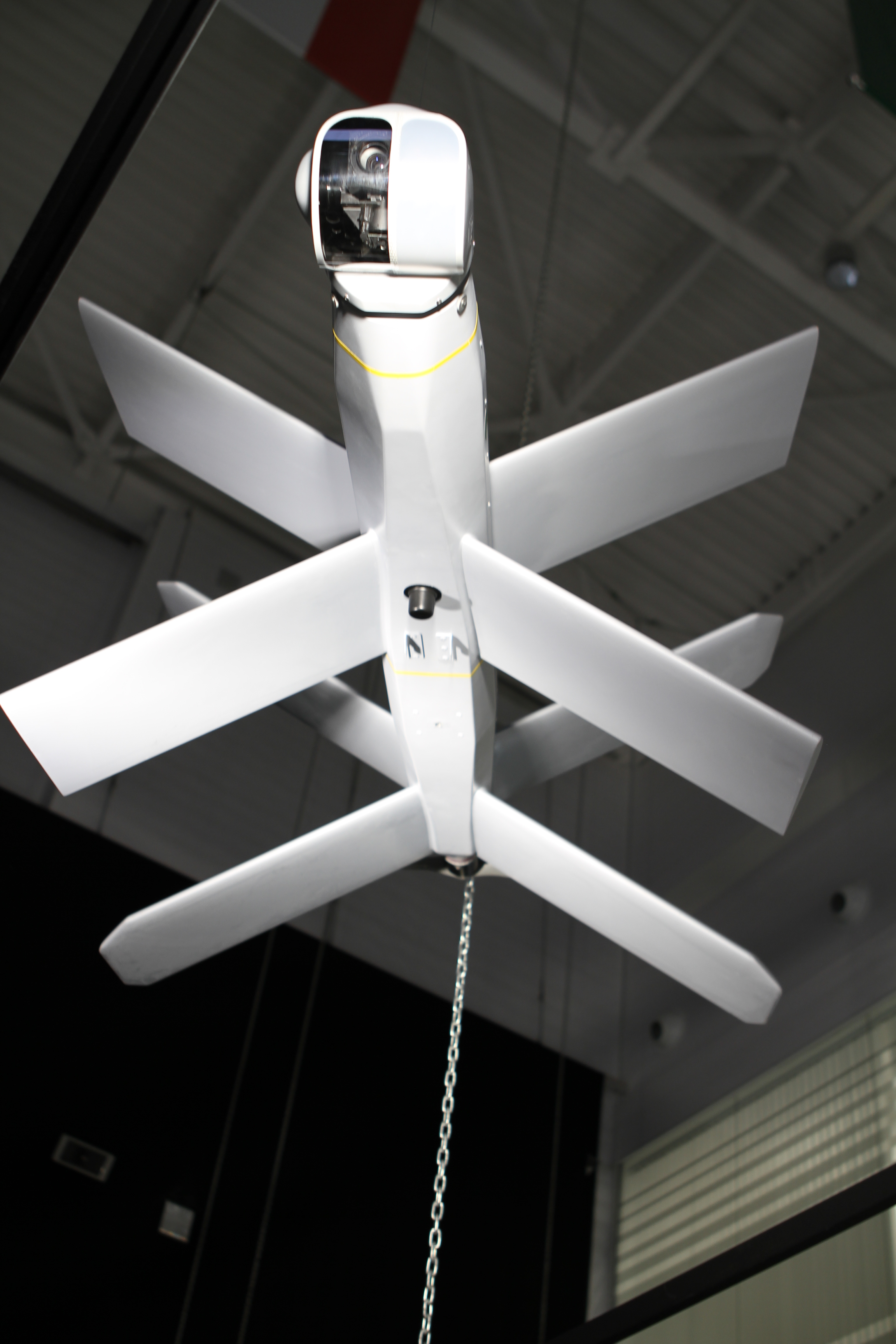
Visão frontal do Lancet, com sua câmera dianteira.

O ZALA Lancet (designação oficial: Item 52/Item 51) é um veículo aéreo não tripulado (VANT) de reconhecimento e ataque que pode ser utilizado como drone kamikaze, desenvolvido pela empresa russa ZALA Aero (parte do Kalashnikov Concern) para as Forças Armadas da Rússia. Foi revelado pela primeira vez em junho de 2019 no fórum militar ARMY-2019, em Moscou. É um desenvolvimento adicional do ZALA KYB-UAV (também conhecido como KUB-BLA).
Foi utilizado pela primeira vez na Guerra Russo-Ucraniana em junho de 2022 e depois passou a ser usado amplamente no conflito, especialmente contra blindados, radares, sistemas de artilharia e embarcações ucranianas.
De acordo com o site de inteligência de código aberto LostArmour, até 3 de agosto de 2023, o Lancet conduziu um total de 507 ataques a vários equipamentos ucranianos desde julho de 2022. Entre estes, 170 alvos foram destruídos, enquanto 269 alvos sofreram danos substanciais. O Lancet não conseguiu atingir seu alvo em 28 ocasiões e os resultados permaneceram não confirmados em quarenta surtidas. Mais da metade dos engajamentos do Lancet concentraram-se em instalações de artilharia, abrangendo 106 canhões autopropulsados, 131 obuseiros e morteiros e cerca de 18 lançadores de foguetes. O Lancet destruiu ou danificou 41 complexos de defesa de vários tipos, juntamente com 43 radares e centros de comunicação. Além disso, o drone causou danos ou destruiu cerca de 67 tanques inimigos.

## Descrição

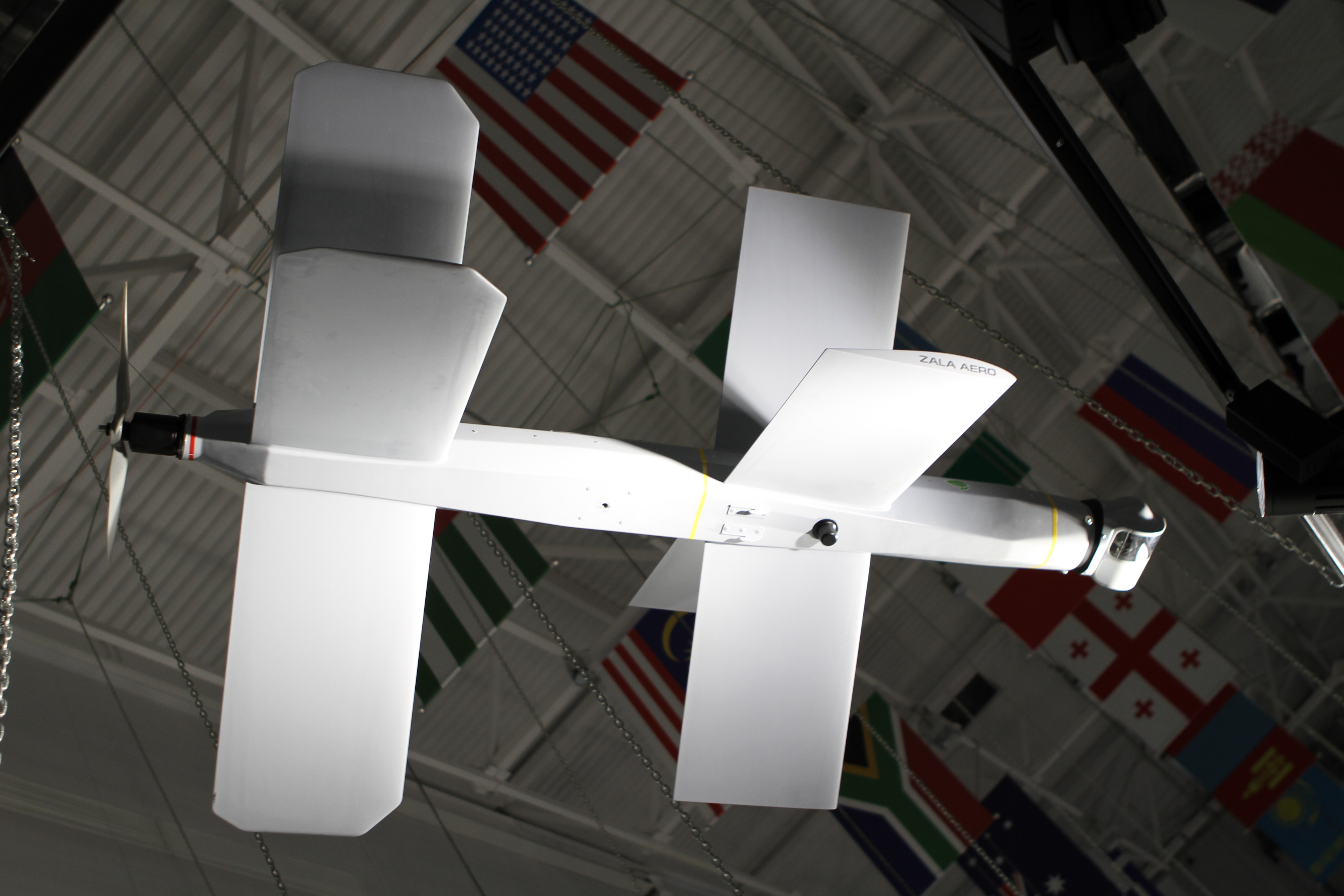
Visão traseira do Lancet.

O ZALA Lancet pode ser usado tanto para missões de reconhecimento quanto de ataque. Tem um alcance máximo de 40 km e um peso máximo de decolagem (MTOW) de 12 quilogramas. No modo de combate, ele pode ser armado com ogivas de alto explosivo (HE) ou de fragmentação. Possui orientação ótico-eletrônica e unidade de orientação por TV, que permite o controle da munição durante a fase terminal do voo. O drone possui módulos de inteligência, navegação e comunicações. De acordo com o designer-chefe da Zala Aero, Alexander Zakharov, o Lancet pode ser usado na chamada função de "mineração aérea". Nessa função, o drone mergulha a uma velocidade máxima de até 300 km/h e ataca veículos aéreos de combate não tripulados (UCAVs) inimigos em pleno voo. O Lancet pode ser lançado através de lançador de catapulta a partir de plataformas terrestres ou marítimas. O drone é movido por um motor elétrico.
Fontes russas afirmam que um Lancet custa em torno de 3 milhões de rublos (US$ 35,000 dólares). Fontes ocidentais corroboram afirmações russas de que este drone é uma das armas mais eficientes no arsenal russo, sendo de fácil fabricação e manutenção, com suas peças eletrônicas sendo adquiridas do exterior apesar das sanções econômicas impostas pelo Ocidente.
Lancet utiliza módulos  Jetson TX2 da NVIDIA como seu equipamento de controle de bordo e o módulo Xilinx Zynq SoC pela Xilinx, uma empresa americana de propriedade da AMD, para implementar sua lógica programável.

## Utilizadores
Rússia
- Forças armadas